# Dragonympha
Dragonympha é um gênero de ninfas de libélulas que viveram durante o período Carbonífero.

## Classificação
Até o momento, apenas fósseis de ninfas desse gênero foram encontrados, o que torna uma classificação precisa mais difícil.